# Región del Volta

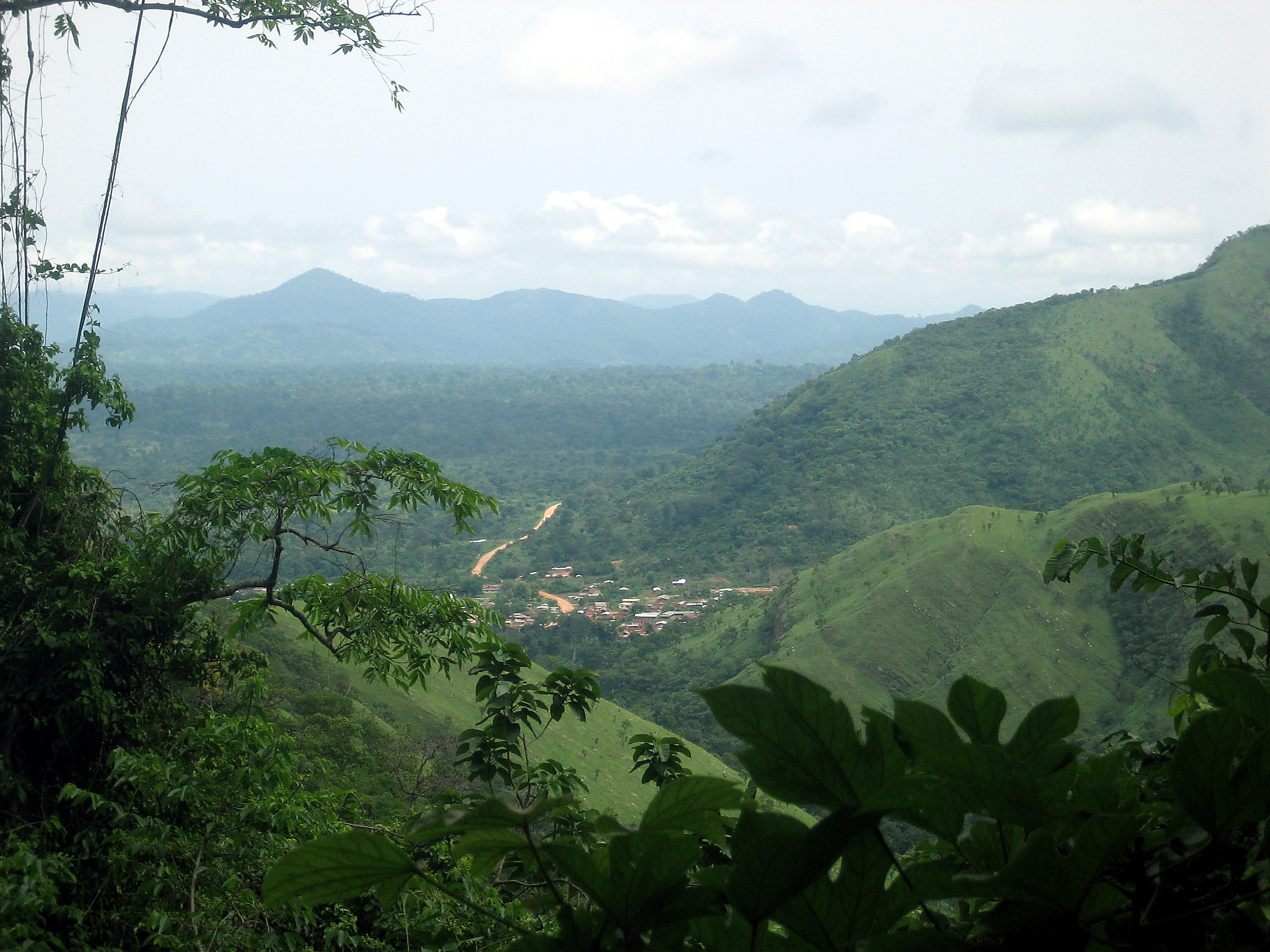
Valle de la región Volta.

Volta es una de las diez regiones administrativas de Ghana. Con una superficie de 20.572 km², limita con Togo al este, con el océano Atlántico al sur, con Región Norte al norte, y con Brong-Ahafo, Gran Acra y Región Oriental al oeste.
En él se encuentra buena parte del Lago Volta, el cual se formó en 1965, tras la construcción de la presa de Akosombo.
Cuenta con dieciocho distritos.

## Distritos con población estimada en septiembre de 2018
- Adaklu 43,292
- Afadzato Sur 114,597
- Agotime Ziope 35,722
- Akatsi 114,599
- Akatsi Norte 40,738
- Biakoye 78,934
- Central Tongu 71,302
- Hohoe 201,190
- Ho 213,960
- Ho Oeste 114,586
- Jasikan 71,310
- Kadjebi 71,301
- Keta 178,252
- Ketu Norte 119,743
- Ketu Sur 193,549
- Kpando 63,661
- Krachi Este 140,066
- Krachi Nchumuru 86,575
- Krachi Oeste 58,570
- Nkwanta Norte 76,394
- Nkwanta Sur 142,602
- North Dayi 48,382
- North Tongu 106,957
- South Dayi 56,027
- South Tongu 106,947

## Distritos
- Adaklu
- Afadzato Sur
- Agotime Ziope
- Akatsi
- Akatsi Norte
- Biakoye
- Central Tongu
- Hohoe
- Ho
- Ho Oeste
- Jasikan
- Kadjebi
- Keta
- Ketu Norte
- Ketu Sur
- Kpando
- Krachi Este
- Krachi Nchumuru
- Krachi Oeste
- Nkwanta Norte
- Nkwanta Sur
- North Dayi
- North Tongu
- South Dayi
- South Tongu